# 백유사
백유사(白瑜娑) 백유망(白瑜妄)이라고도 하며 영무(靈武)사람으로 수나라 말기 노비출신 민란 지도자이다.수말당초 군벌 중 한사람이다.

## 생애
613년(대업 9년) 백유사는 관청 목장의 말들을 탈취하고 관노들을 모아 거병하여 여러곳을 전전하며 싸우다 농우(壟右)에서 따르는 이들이 수만에 이르게 되었고 뒤에 평량(平凉)에 자리잡게 되었고 지방의 호족들은 그를 노적(奴賊)이라 불렀다.
617년(의녕 원년) 부풍(扶風)을 수개월 동안 공격하였음에도 불구하고 군량이 다하여 당군에 의해 살해되었고 그의 남은 세력은 이세민에게 항복하였다.

## 참고자료
- 《수서(隋書)》
- 《자치통감(資治通鑒)》 수기(隋紀)